# Biscutella brevicaulis
Biscutella brevicaulis är en korsblommig växt, som beskrev 1864 av Claude Thomas Alexis Jordan. Arten ingår i släktet Biscutella och familjen korsblommiga växter.  Inga underarter finns listade i Catalogue of Life.

## Utbredning
Växten förekommer i Frankrike och i italienska Alperna i Susadalen.[källa behövs]

## Namn
Släktnamnet Biscutella kommer av latin bi som betyder "två" och scutella som betyder "fat" eller "bricka", vilket syfta på frukternas utseende. Artepitetet brevicaulis av latin brevis betyder "kort" och caulis betyder "stjälk" eller "strå".